# Spes
För fartyget, se Spes (fartyg). För andra betydelser, se Spes (olika betydelser).

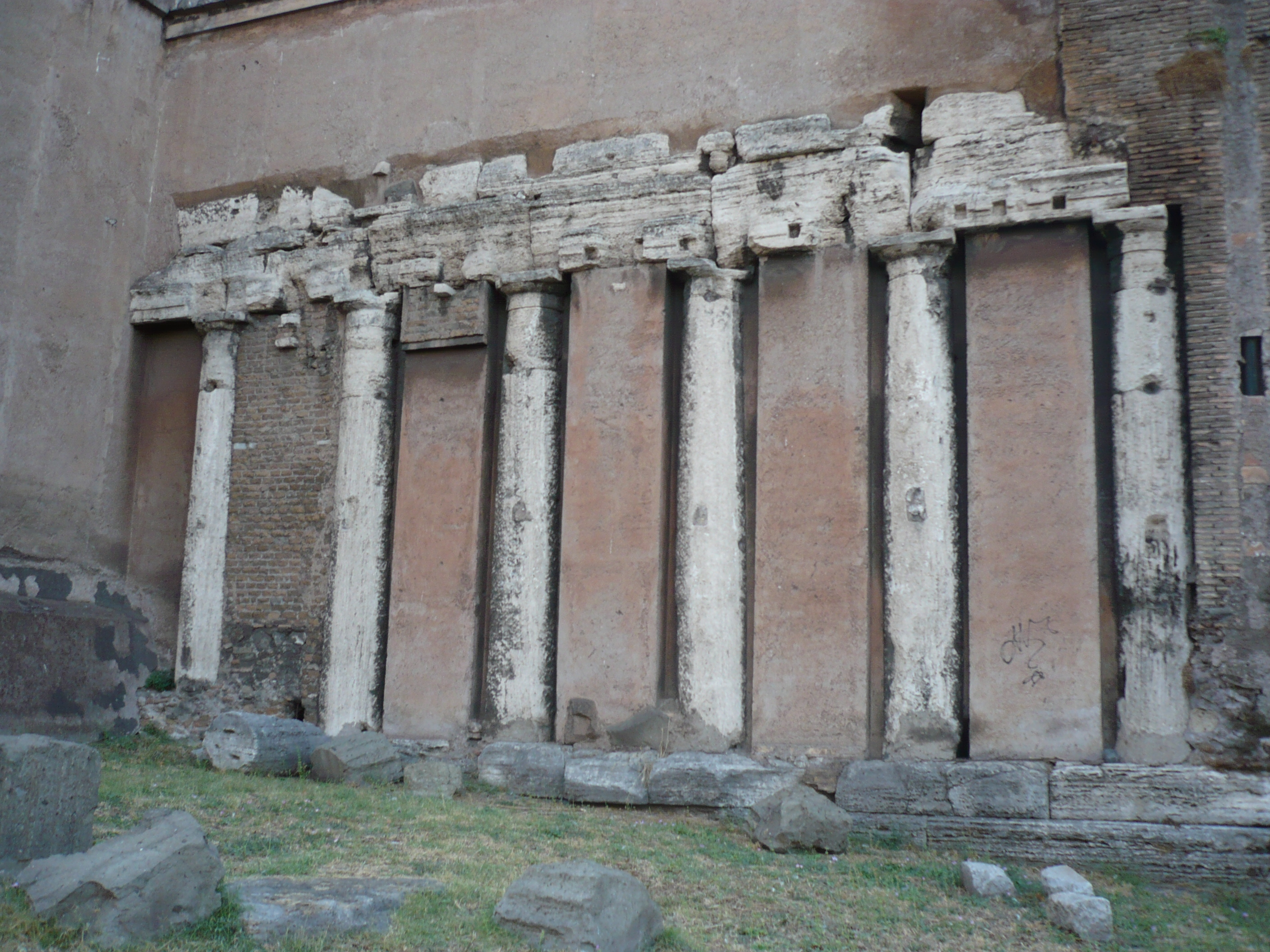
Rester av Spes tempel vid Forum Holitorium.

Spes (latin för "hopp") är i romersk mytologi hoppets gudinna. Enligt traditionen är hon den sista gudinnan, (latin Spes, Ultima Dea) i den meningen att hoppet är det sista som lämnar en människa.
På Forum Holitorium i Rom fanns ett tempel invigt åt Spes under första puniska kriget av konsul Aulus Attilius Calatinus. Ett flertal helgedomar tillägnade henne är kända, och inskriptioner tyder på att hon var föremål för aktiv dyrkan av både stat och allmänhet.
Spes firades den 1 augusti med en fest, Templum Spei. 
Spes avbildades såsom en ungdomlig gestalt, i en lång klädnad och med en ännu ej utslagen blomma i högra handen.